# Tomiszowice
Tomiszowice – wieś w Polsce położona w województwie śląskim, w powiecie myszkowskim, w gminie Niegowa.

## Podział
| SIMC    | Nazwa | Rodzaj    |
| ------- | ----- | --------- |
| 0139347 | Doły  | część wsi |
| 0139353 | Kacin | część wsi |

W latach 1975–1998 miejscowość administracyjnie należała do województwa częstochowskiego.

## Historia
Wieś założona została w średniowieczu na prawie polskim i początkowo była własnością królewską, a później wsią szlachecką .
W XIV wieku miejscowość podlegała właścicielom pobliskiego zamku w Bobolicach. W 1394 król polski Władysław Jagiełło na prośbę Andrzeja właściciela Bobolic przenosi jego dobra: Zdów, Ogorzelnik, folwark Lgota, Tomiszowice, Niegowę, Wysoką, Tarnowę z prawa polskiego na prawo magdeburskie .
W połowie XV wieku miejscowość wymienił polski historyk Jan Długosz w dziele Liber beneficiorum dioecesis Cracoviensis. Wieś należała wówczas do króla polskiego, miała łany kmiece, karczmę, zagrodników, którzy odprowadzali dziesięcinę snopową do biskupstwa krakowskiego. Wieś wymieniają także inne historyczne dokumenty podatkowe. Według regestu poborowego powiatu krakowskiego z 1581 we wsi Tomiszowice leżącej w powiecie lelowskim w parafii Niegowa, niejaki Kreza płacił podatki od 3 łanów kmiecych.
Po rozbiorach Polski miejscowość znalazła się w zaborze rosyjskim i leżała w Królestwie Polskim. W XIX-wiecznym Słowniku geograficznym Królestwa Polskiego miejscowość wymieniona jest jako wieś wraz z folwarkiem Tomiszowicami Szlacheckimi zwanym także Starym Folwarkiem. Leżała w powiecie będzińskim w gminie i parafii Niegowa. W 1827 roku we wsi było 26 domów, w których mieszkało 171 mieszkańców, a w 1892 roku liczba domów wzrosła do 34, a mieszkańców do 193. Wieś liczyła 452 mórg powierzchni. Do wsi przynależała również osada karczmarska gdzie stał jeden budynek zamieszkany przez 3 osoby i liczący 3 morgi. Stary Folwark natomiast miał 3 domy zamieszkałe przez 40 mieszkańców. Został on w 1875 oddzielony od dóbr podlegających zamkowi w Bobolicach i miał w sumie 420 mórg rozległości w tym gruntów ornych i ogrodów 326 mórg, pastwisk 7 mórg, lasu 80 mórg, 7 mórg nieużytków. Stało na jego terenie 4 murowane oraz 4 drewniane budynki. W uprawie stosowano płodozmian 10 i 15 polowy. We wsi odnotowano również pokłady wapienia.